# Gabby Duran & The Unsittables
Gabby Duran & the Unsittables (Gabby Duran: Alien Total (título em Portugal) ou Gabby Duran: Babá de Aliens (título no Brasil)) é uma série de comédia americana do Disney Channel baseada no livro "Gabby Duran and the Unsittables" de Elise Allen e Daryle Conners e criada por Mike Alber e Gabe Snyder que estreou a 11 de outubro de 2019.
É protagonizada por Kylie Cantrall, Nathan Lovejoy, Coco Christo, Maxwell Acee Donovan, Callan Farris e Valery Ortiz.

## Sinopse
Após viver nas sombras da sua mãe bem-sucedida e da sua irmã mais nova e inteligente, mesmo quando se mudam para Havensburg, no Colorado, Gabby Duran encontra a sua oportunidade de brilhar quando consegue um emprego do diretor Swift para cuidar de um grupo de crianças extraterrestres que se escondem na Terra disfarçados de humanos. Gabby, sem recursos e sem medo, enfrenta o desafio de proteger as crianças e as suas identidades secretas. 

## Elenco e Dobragem/Dublagem
| Ator/Atriz                | Personagem                | Dobragem                  | Dublagem                  |
| Personagens Protagonistas | Personagens Protagonistas | Personagens Protagonistas | Personagens Protagonistas |
| ------------------------- | ------------------------- | ------------------------- | ------------------------- |
| Kylie Cantrall            | Gabby Duran               | Érica Mota                | Marianna Alexandre        |
| Maxwell Acee Donovan      | Wesley                    | José Antunes              | Filipe Gimenez            |
| Callan Farris             | Jeremy                    | Maria Camões              | Luiz Felipe Mello         |
| Coco Christo              | Olivia                    | Marta Mota                | Letícia Japiassú          |
| Valery Ortiz              | Dina                      | Inês Pereira              | Flávia Fontenelle         |
| Nathan Lovejoy            | Diretor Swift             | Alexandre Carvalho        | Daniel Müller             |

| Créditos da dobragem  | Portugal         |
| --------------------- | ---------------- |
| Tradução de Diálogos  | Sofia Fonseca    |
| Adaptação de Diálogos | —                |
| Direção de Dobragem   | Rui de Sá        |
| Direção Musical       | —                |
| Dobrado nos Estúdios  | SDI Media Iberia |

| Créditos da dublagem | Brasil                         |
| -------------------- | ------------------------------ |
| Direção de Dublagem  | Marisa Leal                    |
| Tradução             | Paloma Nascimento              |
| Diretora Criativa    | Ana Lucia Lima                 |
| Dublado nos Estúdios | TV Group Digital/Visom Digital |

## Episódios
| Temporada | Temporada | Episódios | Exibição original     | Exibição original      | Exibição em Portugal | Exibição em Portugal | Exibição no Brasil      | Exibição no Brasil    |
| Temporada | Temporada | Episódios | Estreia de temporada  | Final de temporada     | Estreia de temporada | Final de temporada   | Estreia de temporada    | Final de temporada    |
| --------- | --------- | --------- | --------------------- | ---------------------- | -------------------- | -------------------- | ----------------------- | --------------------- |
|           | 1         | 20        | 11 de outubro de 2019 | 20 de março de 2020    | 9 de março de 2020   | 29 de junho de 2020  | 10 de fevereiro de 2020 | 29 de janeiro de 2021 |
|           | 2         | 21        | 4 de junho de 2021    | 26 de novembro de 2021 | 23 de agosto de 2021 | 17 de março de 2022  | 18 de setembro de 2021  | 6 de maio de 2022     |